# Инини
Территория Инини (фр. Territoire de l'Inini) — французская колония, временно выделенная из состава Французской Гвианы в период 6 июня 1930 — 19 марта 1946 года. Столицей был посёлок Сент-Эли.
Инини занимала внутренние области Гвианы. Целью разделения Гвианы на две колонии было желание французских властей развивать внутренние регионы Гвианы вокруг нового административного центра, а также предотвратить дальнейшее скучивание населения в узкой прибрежной полосе колонии вокруг Кайенны. В качестве рабочей силы сюда доставили 500 пленников из Аннама, которым предстояло построить железную дорогу, но из-за недофинансирования и тяжёлых условий труда экономического прорыва не получилось, хотя к 1941 году общее население колонии превысило 5 тысяч человек (не считая индейцев).
В 1930-х годах Франция также печатала почтовые марки с названием Инини.
В 1946 году Инини вновь вошла в состав Французской Гвианы, ставшей заморским департаментом Франции, при этом территория сохраняла собственную администрацию до 1969 года.